# Царь-пастух
«Царь-пастух» / «Король-пастух» (итал.  Il re pastore) — серенада (опера) В. А. Моцарта в двух действиях (К. 208), либретто П. Метастазио. Премьера: Зальцбург, 23 апреля 1775 года.
На это либретто, принадлежащее П. Метастазио, самому популярному в XVIII веке автору оперных текстов, написано множество произведений. Среди них оперы И. Ф. Агриколы, Дж. Сарти, И. Гассе, К. В. Глюка, Н. Йомелли, Н. Пиччини, И. Рихтера, П. Гульельми и др. Моцарт несколько переработал текст, но сохранил его основную пасторальную направленность.

## Сюжет
Александр Македонский, узнав, что Аминтос, сын царя Сидонии, живёт как простой пастух, возвращает ему царский трон и хочет женить его на Тамирис. Но Тамирис любит Агенора, благородного финикийца, а Аминтос влюблён в финикийку Элизу, и воля Александра разрушает счастье четырёх любящих. Тамирис и Элиза умоляют Александра сжалиться над ними. Тронутый их мольбами, властелин Греции отменяет свой приказ.

## Музыка
Музыка оперы углубляет и очеловечивает пастушескую идиллию Метастазио. Арии основных героев передают их чувства с большой выразительной силой. Не драматизируя силу, Моцарт вместе с тем выходит за пределы буколики и идиллии.

### Первое действие
- No.1 Overtura
- Intendo amico rio (Аминтос)
- No.2 Aria. Alla selva, al prato (Элиза)
- Recitativo-Compagne amene (Аминтос)
- Recitativi accompagnato-Ditelo voi pastori (Аминтос)
- No.3 Aria. Aer tranquillo (Аминтос)
- Recitativo-Perdono amici Dei (Аминтос, Агенор,Александр)
- No.4 Aria. Si spande al sole in faccia (Александр)
- Recitataivo-Agenore T’arresta (Тамирис, Агенор)
- No.5 Aria. Per me rispondete (Агенор)
- Recitativo-No-voi non siete, o Dei (Тамирис)
- No.6 Aria. Di tante sue procelle (Тамирис)
- Recitativo-Dove t’afretti, Elisa (Элиза, Аминтос, Агенор)
- Recitativo accompagnato-Perdona Elisa (Аминтос, Элиза)
- No.7 Duetto. Vanne, vanne a regnar ben mio (Элиза, Аминтос)

### Второе действие
- Recitativo-Questa del campo Greco (Элиза, Агенор)
- No.8 Aria. Barbaro! oh Dio mi vedi divisa dal mio ben (Элиза)
- Recitativo-La bella Elisa (Аминтос, Агенор, Александр)
- No.9 Aria. Se vincendo vi rendo felici (Александр)
- Recitativo-Oime! declina il sol (Александр, Агенор)
- No.10 Rondeaux. L’amero, saro costante (Аминтос)
- Recitativo-Uscite, alfine uscite (Агенор, Элиза, Тамирис)
- No.11 Aria. Se tu di me fai dono (Тамирис)
- Recitativo-Misero cor! No.12 Aria (Агенор)
- No.13 Aria. Voi che fausti ognor donate (Александр)
- Recitativo-Ola! che piu si tarda (Александр, Тамирис, Агенор, Элиза, Аминтос)
- No.14-Coro. Viva, viva l’invitto duce (все)

## Постановки
В XX веке опера ставилась, в частности в Мюнхене (1906) и Дессау (1933)

## Дискография
Исполнители представлены в следующем порядке: Аминтос/Элиза/Александр/ Тамирис/Агенор.
CD:
- A. Giebel/K. Nentwig/A. Weinkenmeier/ H. Plümacher/W. Hohmann, Stuttgart Tonstudio Orchester, con. Gustav Lund, 1954. Walhall (WLCD 0199)

- Reri Grist/Lucia Popp/Luigi Alva/Arlene Saunders/Nicola Monti, Orchestra di Napoli, con. Denis Vaughan, 1967. RCA

- Ann Murray/Eva Mei/Roberto Sacca/Inga Nielsen/Markus Schüfer, Concertus Musicus Wien, con. Nikolaus Harnoncourt, 1995. Teldec

DVD:
- Anna Maria Blasi/Sylvia McNair/Jerry Hadley/Iris Vermillion/Claes Hakan Ahnsjo, Academy of St. Martin in the Fields, con. Neville Marriner, 1991. Philips

- Anette Dasch/Marlis Petersen/Kresimir Spicer/Arpine Rahdjian/Andreas Karasiak, Balthasar Neumann Ensemble, con. Thomas Hengelbrock, 2006. Deutsche Grammophon

## Использованная литература
Гозенпуд А. Оперный словарь. — СПб., 2005.